# Dolnośląska Fabryka Instrumentów Lutniczych Defil w Lubinie
Dolnośląska Fabryka Instrumentów Lutniczych DEFIL w Lubinie (także DFIL, Defil) – przedsiębiorstwo państwowe produkujące instrumenty muzyczne, m.in. gitary, fortepiany i skrzypce, działające w latach 1947–2005.

## Historia
Powstała w roku 1947 na terenach przedwojennej niemieckiej fabryki klawiatur i mechanizmów fortepianowych i pianinowych Langera i Gadebuscha F. Langer & Co., przekazanej pod zarząd Zjednoczonych Zakładów Przemysłu Muzycznego. Początkowo produkowano mechanizmy pianinowe, stopniowo rozszerzając produkcję o gitary, mandoliny i skrzypce. Mechanikę do pianin lubińska fabryka wysyłała do zakładów w Legnicy i Kaliszu (łącznie ok. 300 tys. mechanik). Pianina marek Calisia i Legnica posiadają w swym wnętrzu mechanizmy z fabryki w Lubinie.
Gitary produkowane w Lubinie w czasach PRL-u były eksportowane do krajów bloku socjalistycznego – głównie na Kubę. Na gitarach Defil wielu polskich muzyków zaczynało grę na instrumencie, które ówcześnie były jedyną alternatywą dla trudno dostępnych czeskich gitar Jolana.
W latach 50. używano znaku DFIL (skrót od nazwy fabryki), którym opatrywano instrumenty. W latach 1963–93 używano do markowania zarejestrowanego znaku Defil. W późniejszych latach wrócono do pierwotnego znaku DFIL. W latach 1963–66 produkowano całe pianina pod własną marką „Lubin” – wyprodukowano 1017 instrumentów.
Po zamknięciu fabryki Defil budynek został zamieniony w magazyny do wynajęcia, niszczeje.

## The Feel of Defil
W 2015 roku rozpoczęto projekt artystyczny przywracający pamięć o fabryce i instrumentach Defil autorstwa poznańskiego muzyka i kolekcjonera Emila Bonifaczuka. Muzycy uczestniczący w projekcie wykonują utwory na dawnych instrumentach Defil. Albumy udostępniane są na licencji Creative Commons do darmowego pobrania w formacie mp3. 

## Muzeum gitar Defil
W 2016 roku w Warszawie powstało muzeum Defila, założone przez basistę zespołu Papa Dance Waldemara Kuleczkę. Muzeum początkowo mieściło się w PKiN, później przeniesione zostało na ulicę Wiktorską. Prezentuje przede wszystkim kolekcję gitar założyciela, nagrodzoną w V Ogólnopolskim Konkursie „Wspomnień Miłośników ROCK & ROLLA”, zorganizowanym w 2013 przez Fundację Sopockie Korzenie. Patronami są Samorząd Województwa Pomorskiego, Ministerstwo Kultury i Dziedzictwa Narodowego, Urząd Marszałkowski miasta Sopot. Eksponaty figurują jako zarejestrowane zabytki.

## Produkty
| Gitary elektryczne - Defil Aster - Defil Kosmos - Defil Julia (Wersje 1 i 2) - Defil Samba - Defil Jola (Wersje 1, 2 i 22) - Defil Aster Rock - Defil Tosca |  | Gitary elektro-akustyczne - Defil Malwa - Defil Echo (Wersje 1 i 2) - Defil Melodia (Wersje 1 i 2) - Defil Jowita - Defil Calypso - Defil Carioca - Defil Cha Cha - Defil Jazz |  | Gitary basowe - Defil Luna (Wersje 1, 2 i 22) - Defil Romeo (Wersje 1 i 2) - Defil Lotos - Defil Orlik (Wersje 1 i 2) - Defil Baston (Wersje 1, 2 i 22) - Defil Rytm (Wersje 1 i 2) - Defil Mambo (semi-hollow body) |